# Йодловник (гмина)
Йодловник (пол. Jodłownik) — сельская гмина (волость) в Польше, входит как административная единица в Лимановский повет, Малопольское воеводство. Население — 8052 человека (на 2004 год).

## Демография
| Перепись                       | Всего   | Всего | Женщины | Женщины | Мужчины | Мужчины |
| ------------------------------ | ------- | ----- | ------- | ------- | ------- | ------- |
| Единицы                        | человек | %     | человек | %       | человек | %       |
| Население                      | 8052    | 100   | 4030    | 50      | 4022    | 50      |
| Плотность населения (чел./км²) | 111,2   | 111,2 | 55,6    | 55,6    | 55,5    | 55,5    |

## Сельские округа
1. Йодловник
2. Гура-Свентего-Яна
3. Яновице
4. Костша
5. Красне-Лясоцице
6. Мстув
7. Погожаны
8. Садек
9. Слупя
10. Щыжиц
11. Шик
12. Вильковиско

## Соседние гмины
1. Гмина Добра
2. Гмина Лиманова
3. Гмина Лапанув
4. Гмина Рацеховице
5. Тымбарк
6. Гмина Виснёва